# Nicholas Wade
Nicholas Wade (Aylesbury, 17 maggio 1942) è un giornalista britannico che ha lavorato in precedenza nella sezione Science Times del The New York Times.
Egli è anche un autore, che recentemente ha scritto il libro controverso Una scomoda eredità: La storia umana tra razze e genetica che è stato ampiamente criticato da vari scienziati ed è stato distribuito in Italia come allegato alla rivista scientifica Le Scienze nell'aprile 2015.

## Biografia
Wade è nato a Aylesbury in Inghilterra e ha studiato all'Eton College. Suo nonno fu l'insegnante ed autore Lawrence Beesley, un superstite del Titanic. Ha conseguito un B.A. e un M.A. al King's College di Cambridge nel 1960 e 1963. Wade emigrò negli Stati Uniti nel 1970.
Wade è stato giornalista scientifico e redattore per le riviste Nature (dal 1967 al 1971) e Science (dal 1972 al 1982). Si unì al New York Times nel 1982 e si ritirò nel 2012, ma di tanto in tanto lavora ancora come giornalista freelance per il suo ex datore di lavoro. È stato uno scrittore di editoriali che si occupavano di scienza, ambiente e difesa, e successivamente il redattore della sezione scientifica.
Due dei suoi libri trattano gli aspetti più scomodi e controversi della ricerca scientifica. Nel suo libro del 1980, The Nobel Duel: Two Scientists' Twenty-one Year Race to Win the World's Most Coveted Research Prize, ha descritto la competizione tra Andrew Schally e Roger Guillemin, le cui scoperte per quanto riguarda l'ormone peptidico hanno portato alla loro condivisione del Premio Nobel per la fisiologia e la medicina nel 1977.
In Traditori della Verità: frode e inganno nel salone della Scienza, scritto nel 1983 assieme a William J. Broad, discute sugli esempi storici e contemporanei di frode scientifica.
Il suo libro Una scomoda eredità: La storia umana tra razze e genetica (2014) è stato criticato sul New York Times Book Review di domenica 13 luglio, David Dobbs ha scritto che era "un libro profondamente sbagliato, ingannevole e pericoloso" con "concetti perniciosi". Tuttavia, Edward O. Wilson dell'Università di Harvard dice di lui "Nicholas Wade combina le virtù di verità senza paura e di celebrazione della diversità genetica come una forza dell'umanità, creando così un dibattito appropriato per il ventunesimo secolo". 
Ashutosh Jogalekar della rivista di divulgazione scientifica Scientific American ha recensito così il libro: "Estremamente ben documentato, scritto razionalmente e argomentato in maniera oggettiva... la vera lezione del libro non deve sfuggirci: un argomento scientifico non può essere dichiarato off limits o tabuizzato perché i suoi risultati possono essere socialmente o politicamente incendiari". Alcuni biologi, tuttavia, hanno categoricamente respinto la sua visione della razza in una lettera pubblicata insieme sul New York Times l'8 agosto 2014, che recita così: "Wade giustappone un resoconto incompleto e inesatto della nostra ricerca sulle differenze genetiche umane con la speculazione che di recente la selezione naturale ha portato a differenze a livello mondiale nei risultati dei test sul QI, nelle istituzioni politiche e nello sviluppo economico. Rifiutiamo l'implicazione di Wade che i nostri risultati confermino la sua congettura". Tuttavia, Wade ha risposto: "Non faccio tale dichiarazione. Al contrario, il mio libro non prende esplicitamente alcuna posizione sulla causa delle differenze razziali nei risultati sul QI, data la difficoltà nel valutare tanti altri fattori oltre quelli genetici che influenzano pesantemente i punteggi di QI. Mi riesce difficile capire come qualsiasi lettore del libro avrebbe potuto perdersi questo punto, e ciò può solo supporre che gli autori della lettera dei biologi abbiano indotto molti firmatari a condannare un libro che in realtà non avevano mai letto."
Tra gli altri libri di Wade vanno citati anche Prima dell'alba: recupero della perduta storia dei nostri antenati (2006), che tratta dell'evoluzione umana, e The Faith Instinct (2009), circa l'evoluzione del comportamento religioso.
Wade ha criticato l'antropologia culturale, in quanto la maggior parte degli antropologi che rifiutano il termine razza riferito all'uomo appartiene a questa branca dell'antropologia, accusandola di essere priva di rigore scientifico che è presente invece nell'antropologia fisica, e dicendo in una conferenza del 2007 che gli antropologi culturali dovrebbero diventare anche esperti in genetica umana. In una recensione di un libro di Napoleon Chagnon ha criticato l'American Anthropological Association per il suo trattamento nei confronti di Chagnon.